# Camí de la Costa
El Camí de la Costa és un camí amb empedrats del municipi de Queralbs (Ripollès) que forma part de l'Inventari del Patrimoni Arquitectònic de Catalunya. És un camí que connecta Queralbs amb la Carretera de Núria, entre el km 4-5, desembocant a l'altura de la Central del Molí. Al llarg del camí, es conserven diferents tipus d'empedrats.

## Història
La primera notícia històrica impresa de la Costa apareix a Francesc Marés, Història i Miracles de la Sagrada Imatge de Nostra Senyora de Núria (Barcelona, 1666) pàgina 220-221, on se cita la Costa com un tram de camí de Núria que transita i supera el poble de Queralbs. En efecte, existeix un camí que corre per sota mateix de la trama urbana de Queralbs, i connecta amb el carrer de la Costa. En aquest camí, hi ha un petit oratori que podria ser el que esmenta un pergamí de 27 d'agost de 1530, com a situat en el camí públic pel que es va a la capella benaurada Maria de Núria, i que de ben segur marcava l'inici del camí antic de Núria, que avui, en una part, ha estat ocupat pel creixement modern de Queralbs i l'esmentat carrer de la Costa. Per tant, d'entrada, podem dir que el carrer de la Costa forma part de l'antic camí de Núria, sobretot el fet que el topònim la Costa apareix vinculat a altres trams del camí de Núria, sobretot aquells més pendents, com pot llegir-se a l'obra de Francesc Marés abans esmentada.
El problema és que, reconeguda la pertinença de la Costa al camí de Núria, ara com ara, ni les Normes Subsidiàries de la Vall de Ribes ni el POUM pendent d'aprovació, estableixen cap protecció ni per la Costa ni pel camí en el seu conjunt, ni per elements arquitectònics que hi ha en el seu trajecte com els ponts, algun d'ells, com el pont de Cremal, de factura romànica, però documentat al segle xvii, (Francesc Marés, op.cit, pàg. 233).